# Щипачі (село)
Щипачі́ (рос. Щипачи) — село у складі Богдановицького міського округу Свердловської області.
Населення — 149 осіб (2010, 216 у 2002).
Національний склад станом на 2002 рік: росіяни — 93 %.